# Acapella (canción)
«Acapella» es una canción interpretada por la cantante estadounidense de R&B alternativo Kelis, extraído de su quinto álbum de estudio Flesh Tone. La canción marca un cambio respecto a sus singles anteriores, ya que es una canción bailable o electrónica en lugar de hip hop o R&B. La canción fue estrenada primero en su página de Twitter y su web oficial en noviembre de 2009, y fue liberada después digitalmente en 2010 como el primer sencillo del álbum.
La canción fue lanzada el 23 de febrero de 2010, antes de la salida del álbum que se lanzó en los mercados internacionales el 14 de mayo de 2010. El coescritor de la canción Makeba Riddick reveló que la canción originalmente se llamaba "Majestick". Kelis reveló que escribió la canción "con el amor y la vida en su mente", siendo además un tema en honor a su hijo Knight.

## Rendimiento en las listas musicales
«Acapella» es el tercer solo de danza de Kelis en el chart-topper de EE. UU. y el primero desde "Milkshake" en el 2003. Se mantuvo en el número uno por una semana.
El 15 de abril de 2010, "Acapella" debutó en la lista de sencillos de Irlanda en el número 30 y dos días más tarde debutó en Reino Unido en el número cinco convirtiéndose en la sexta vez en la que la cantante coloca uno de sus sencillos en el top 5 del UK Singles Chart. También debutó en el número uno en las listas dance del Reino Unido.

## Video musical
Un video musical de la canción fue filmado en la primera semana de marzo de 2010 por un equipo de producción británica integrado por el retratista y fotógrafo John "Rankin" Waddell y el director musical Chris Cottam. El video musical fue lanzado el 29 de marzo.

## Lista de canciones
1. "Acapella" - 4:08 (Jean Baptiste, Kelis, Makeba Riddick)

Sencillo digital de U.S.A.
1. "Acapella" - 4:08
2. "Acapella" (Dave Audé remix)

Acapella - Los Remixes
1. "Acapella" (Benny Benassi Remix) - 6:20
2. "Acapella" (Guetta Extended Mix) - 5:41
3. "Acapella" (Dave Audé Extended Mix) - 8:08
4. "Acapella" (Bimbo Jones Remix) - 8:05
5. "Acapella" (Monarchy Urania Club Mix) - 7:06
6. "Acapella" (Raw Man Remix) - 3:59
7. "Acapella" (Doman y Gooding Remix) - 6:01

Sencillo digital para Francia
1. "Acapella" (Versión del álbum) - 4:08
2. "Acapella" (Instrumental) - 4:08
3. "Acapella" (A Cappella) - 3:42

## Posicionamiento en listas
| Lista (2010)                                | Mejor posición |
| ------------------------------------------- | -------------- |
| Alemania (Media Control AG)                 | 21             |
| Austria (Ö3 Austria Top 40)                 | 36             |
| Bélgica (Flandes) (Ultratop 50)             | 9              |
| Bélgica (Valonia) (Ultratop 50)             | 29             |
| República Checa (Czech Airplay Top 100)     | 36             |
| Eslovaquia (Slovakia Top 100 Airplay Chart) | 3              |
| Estados Unidos (Hot Dance Club Songs)       | 1              |
| European Hot 100                            | 20             |
| Irlanda (IRMA)                              | 17             |
| Israel (Media Forest)                       | 10             |
| Letonia (European Hit Radio)                | 19             |
| Países Bajos (Dutch Top 40)                 | 9              |
| Reino Unido (UK Singles Chart)              | 5              |
| Reino Unido (UK Dance Chart)                | 1              |
| Suiza (Schweizer Hitparade)                 | 61             |

| País           | Lista (2010)                  | Posición |
| -------------- | ----------------------------- | -------- |
| Estados Unidos | Billboard Hot Dance Club Play | 24       |
| Italia         | Italian Singles Chart         | 92       |
| Países Bajos   | Dutch Singles Chart           | 72       |
| Reino Unido    | UK Singles Chart              | 92       |

### Sucesión en listas
| Predecesor: «The Power of Music» de Kristine W | Hot Dance Club Play — Sencillo número uno 20 de marzo de 2010 — 26 de marzo de 2010 | Sucesor: «Fancy Free» de Sun       |
| Predecesor: «Hot» de Inna                      | UK Dance Chart — Sencillo número uno 18 de abril de 2010 — 2 de mayo de 2010        | Sucesor: «Good Times» de Roll Deep |